# Royale Union Saint-Gilloise
La Royale Union Saint-Gilloise è una società calcistica belga con sede nel comune di Saint-Gilles, nell'area metropolitana di Bruxelles. Milita nella Jupiler Pro League, la massima divisione del campionato belga. 
Fondato il primo novembre 1897, l'USG è uno dei club belgi più vincenti a livello nazionale, essendosi aggiudicato per dodici volte il campionato belga, tre volte la coppa nazionale ed una volta la supercoppa nazionale. Tra la fine degli anni 1890 e gli anni 1960, il club era considerato uno dei migliori in Belgio, con risultati positivi anche nelle competizioni europee, tuttavia nel 1973 il club retrocesse in seconda divisione ed entrò in un periodo di declino, durante il quale, nel 1980, la squadra retrocesse nella quarta divisione belga. Dopo decenni di militanza nelle serie inferiori, nel 2021 l'Union è tornata nella massima divisione e negli anni successivi ha sempre raggiunto i play-off scudetto, vinto poi nella stagione 2024-2025.

## Storia

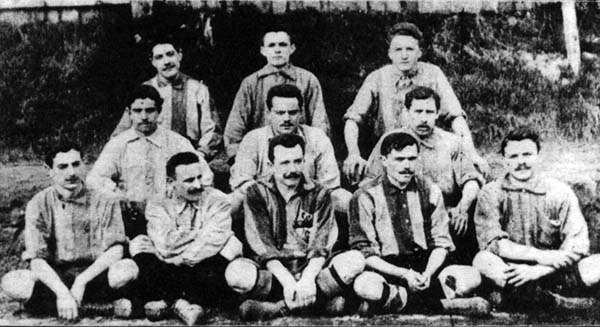
Formazione dell'Union Saint-Gilloise nella stagione 1903-1904.

Il club venne fondato il 1º novembre 1897 (esattamente lo stesso giorno della Juventus FC) e si affiliò alla UBSSA, la società belga organizzatrice del campionato di calcio. Dopo aver giocato nel raggruppamento del Brabante della seconda serie, nel 1901 conquistò la promozione nella massima serie nazionale, facendo il suo esordio con un terzo posto finale nella stagione 1901-1902. Al termine della stagione 1903-1904 arrivò la prima vittoria del campionato belga, seguita da altre tre nei tre anni successivi. All'interruzione dei campionati a causa della prima guerra mondiale, l'Union Saint-Gilloise aveva già vinto il campionato belga per 7 volte in dieci anni, dei quali due dopo aver vinto lo spareggio promozione. Nel 1910 vinse lo spareggio per il titolo contro l'FC Brugeois, mentre nel 1910 superò il Daring Bruxelles nello spareggio, in una delle sfide che caratterizzò il campionato belga in quegli anni. In quegli stessi anni vinse due edizioni consecutive della Coppa del Belgio e prese parte allo Challenge international du Nord, una competizione tra club del centro-nord Europa, vincendo la competizione in tre edizioni.
Nel 1919 il club spostò il campo da gioco all'interno del parco Duden nel vicino comune di Forest, inaugurandolo il 14 settembre 1919 con un'amichevole contro il club italiano del Milan alla presenza del principe Carlo. Lo stadio venne allargato e ammodernato nel corso del decennio successivo, arrivando fino a una capienza di 25 000 spettatori, coi maggiori lavori culminati nel 1926 secondo lo stile dell'art déco. Nel 1920 ottenne dalla federazione belga la matricola numero 10. Ben 7 giocatori della nazionale belga vincitrice della medaglia d'oro nel torneo di calcio ai Giochi Olimpici di Anversa 1920 erano giocatori dell'Union Saint-Gilloise. Nel 1923 il club ottenne il suffisso "Royale", concesso ai club con almeno 25 anni di storia.
Nel corso degli anni trenta si consolidò la rivalità col Daring Club, che assunse una notorietà tale da fare da sfondo all'opera teatrale Bossemans et Coppenolle, ambientata nella Bruxelles degli anni trenta. L'Union vinse il campionato belga per tre stagioni consecutive tra il 1932 e il 1935 e in quel triennio inanellò una serie di 60 partite consecutive senza sconfitte, tanto da venire rinominato Union60. La serie prese il via l'8 gennaio 1933 col pareggio casalingo per 3-3 contro il Lierse e si concluse il 7 febbraio 1935 con la vittoria per 7-0 sul Cercle Bruges, passando attraverso l'intera stagione 1933-1934, che la squadra, guidata da Jules Pappaert, concluse da imbattuta. La serie di 60 partite senza sconfitte venne interrotta il 10 febbraio 1935 con una sconfitta per 2-0 proprio contro gli storici rivali del Daring Club.
Negli anni successivi le prestazioni dell'Union iniziarono a calare, finché arrivò la retrocessione in Division 1, la seconda serie nazionale, per la prima volta al termine della stagione 1948-1949. La permanenza in Division 1 durò due sole stagioni con l'Union che ottenne la promozione in massima serie. Nel corso degli anni cinquanta il campionato belga vide l'Anderlecht iniziare a imporsi come nuova dominatrice e l'Union conquistò il terzo posto nella stagione 1955-1956 come miglior risultato ottenuto dalla fine degli anni trenta e come migliore prestazione per i successivi vent'anni di presenza in massima serie. L'Union partecipò alla seconda edizione della Coppa delle Fiere sul finire degli anni cinquanta, raggiungendo le semifinali della competizione, venendo sconfitto dagli inglesi del Birmingham City, ma dopo aver eliminato gli italiani della Roma nei quarti di finale. Nell'edizione successiva della competizione fu proprio la Roma ad eliminare i belgi già agli ottavi di finale. Negli anni successivi l'Union prese parte alla Coppa delle Fiere in altre tre occasioni, senza andare oltre gli ottavi di finale.
Al termine della stagione 1972-1973 l'Union venne retrocesso in Division 2, retrocedendo in Division 3 due anni dopo. Negli anni successivi l'Union alternò campionati in seconda e in terza divisione, arrivando anche a disputare due stagioni consecutive in Division 4, quarto livello nazionale, nel biennio 1981-1983. Nel 1984 con due promozioni consecutive il club tornò in Division 2 e cambiò la propria denominazione in Royale Union Saint-Gilloise. Negli anni novanta, invece, l'Union rimase in Division 3, eccetto un'unica presenza in Division 2. Nel 2004 il club tornò nella seconda serie nazionale, rimanendovi per quattro stagioni di fila prima di retrocedere nuovamente in terza serie. Nel 2015 l'Union ritornò in Division 2 e, quindi, nel calcio professionistico. Negli anni successivi l'Union mantenne la categoria, partecipando alla Division 1B, nuova seconda divisione nazionale istituita con la riforma del 2016. Nella stagione 2018-2019 il club ottenne un importante risultato in Coppa del Belgio, raggiungendo le semifinali dopo aver eliminato l'Anderlecht ai sedicesimi di finale e il Genk ai quarti, per poi venire eliminato dal Malines. La stagione 2020-2021 vide la squadra gialloblù prendere la testa della classifica dopo il primo quarto di campionato e mantenerla fino alla fine. In tal modo con cinque giornate di anticipo fu ottenuta la promozione in Division 1A: il club tornò così in massima serie dopo 48 anni di assenza. A sorpresa, da neopromossa, ottenne il primo posto nella stagione regolare con 77 punti, guadagnando un posto per la poule scudetto. Tuttavia nei play-off l'Union non riuscì a confermare la posizione, finendo dietro al Brugge, ma comunque qualificandosi alla UEFA Champions League (preliminari) per la prima volta nella sua storia e, per una competizione internazionale, per la prima volta dopo 66 anni. Tuttavia, nei preliminari, verrà eliminata dai Rangers Glasgow dopo aver vinto l'andata 2-0 e perso 3-0 la gara di ritorno, retrocedendo quindi in Europa League dove supera il girone da prima in classifica, eliminando successivamente l'Union Berlino (già affrontato nel girone) agli ottavi per poi venire eliminata dal Bayer Leverkusen. In campionato l'Union SG lotta per la vittoria fino all'ultima giornata, dove la sconfitta per 3-1 contro il Brugge patita nei minuti di recupero farà scivolare il titolo dalle mani dei gialloblù (vincerà l'Anversa), che termineranno terzi a un punto dalla vetta. L'annata seguente si insedia in panchina l'ex Genoa Alexander Blessin e l'Union disputa un turno di campionato impeccabile, terminando al primo posto. Tuttavia, nei playoff campionato l'Union dilapida il vantaggio in favore sempre del Brugge, che vince dunque la Pro League con un punto di vantaggio. In Europa League, l'Union termina terzo nel girone dietro a Liverpool e Tolosa, retrocedendo in Conference, dove elimina agli spareggi il più quotato Eintracht Francoforte prima di venire sconfitto dal Fenerbahce agli ottavi.
Il finale di campionato vede la squadra arrivare seconda, ma il 2024 diventa un anno memorabile per la conquista della Coppa del Belgio (1-0 contro l'Anversa) e la Supercoppa belga (2-1 ai danni del Club Brugge), incrementando così il palmares dopo 89 anni di attesa.
Al termine della stagione 2024-2025,  dopo 90 anni dall'ultima affermazione, torna finalmente a vincere il campionato di massima serie, qualificandosi dunque anche al girone della Champions League per la prima volta.

## Calciatori

### Vincitori di titoli
Calciatori campioni olimpici di calcio
- Julien Cnudde (Anversa 1920)
- Robert Coppée (Anversa 1920)
- Émile Hanse (Anversa 1920)
- Georges Hebdin (Anversa 1920)
- Joseph Musch (Anversa 1920)
- Louis Van Hege (Anversa 1920)
- Oscar Verbeeck (Anversa 1920)

## Palmarès

### Competizioni nazionali
- Campionato belga: 12

1903-1904, 1904-1905, 1905-1906, 1906-1907, 1908-1909, 1909-1910, 1912-1913, 1922-1923, 1932-1933, 1933-1934 , 1934-1935, 2024-2025
- Coppa del Belgio: 3

1912-1913, 1913-1914, 2023-2024
- Supercoppa del Belgio: 1

2024
- Seconda divisione belga: 4

1900-1901, 1950-51, 1963-1964, 2020-2021
- Terza divisione belga: 3

1975-1976 (girone A), 1983-1984 (girone A), 2003-2004 (girone B)
- Quarta divisione belga: 1

1982-1983

### Competizioni internazionali
- Challenge international du Nord: 3

1904, 1905, 1907
- Coppa Van der Straeten Ponthoz: 3

1905, 1906, 1907
- Coppa Jean Dupuich: 4

1912, 1913, 1914, 1925

### Altri piazzamenti
- Campionato belga:

Secondo posto: 1902-1903, 1907-1908, 1911-1912, 1913-1914, 1919-1920, 1920-1921, 1921-1922, 2021-2022, 2023-2024
Terzo posto: 1901-1902, 1924-1925, 1931-1932, 1935-1936, 1936-1937, 1937-1938, 1955-1956, 2022-2023
- Coppa del Belgio:

Semifinalista: 1926-1927, 1968-1969, 2018-2019, 2022-2023
- Supercoppa del Belgio:

Finalista: 2025
- Coppa delle Fiere:

Semifinalista: 1958-1960
- Challenge international du Nord:

Finalista: 1908
- Coppa Van der Straeten Ponthoz:

Finalista: 1904
- Coppa Jean Dupuich:

Finalista: 1908

## Statistiche

### Partecipazione ai campionati
| Livello | Categoria          | Partecipazioni | Debutto   | Ultima stagione | Totale |
| ------- | ------------------ | -------------- | --------- | --------------- | ------ |
| 1º      | Division d'Honneur | 41             | 1901-1902 | 1951-1952       | 62     |
| 1º      | Division 1         | 17             | 1952-1953 | 1972-1973       | 62     |
| 1º      | Pro League         | 4              | 2021-2022 | 2024-2025       | 62     |
| 2º      | Division 1         | 2              | 1949-1950 | 1950-1951       | 28     |
| 2º      | Division 2         | 21             | 1898-1899 | 2015-2016       | 28     |
| 2º      | Division 1B        | 5              | 2016-2017 | 2020-2021       | 28     |
| 3º      | Division 3         | 27             | 1975-1976 | 2014-2015       | 27     |
| 4º      | Division 4         | 2              | 1981-1982 | 1982-1983       | 2      |

## Organico

### Rosa 2024-2025
Aggiornata al 31 gennaio 2025.
| N. |                        | Ruolo | Calciatore            |
| -- | ---------------------- | ----- | --------------------- |
| 1  | Belgio (bandiera)      | P     | Vic Chambaere         |
| 4  | Norvegia (bandiera)    | C     | Mathias Rasmussen     |
| 5  | Argentina (bandiera)   | D     | Kevin Mac Allister    |
| 6  | Belgio (bandiera)      | C     | Kamiel Van de Perre   |
| 9  | Croazia (bandiera)     | A     | Franjo Ivanović       |
| 10 | Belgio (bandiera)      | C     | Anouar Ait El Hadj    |
| 11 | Germania (bandiera)    | A     | Henok Teklab          |
| 12 | Canada (bandiera)      | A     | Promise David         |
| 13 | Ecuador (bandiera)     | A     | Kevin Rodríguez       |
| 14 | Svezia (bandiera)      | P     | Joachim Imbrechts     |
| 16 | Inghilterra (bandiera) | D     | Christian Burgess     |
| 19 | Belgio (bandiera)      | D     | Guillaume François    |
| 20 | Svizzera (bandiera)    | A     | Marc Giger            |
| 21 | Belgio (bandiera)      | C     | Alessio Castro-Montes |

| N. |                         | Ruolo | Calciatore               |
| -- | ----------------------- | ----- | ------------------------ |
| 22 | Senegal (bandiera)      | C     | Ousseynou Niang          |
| 23 | Marocco (bandiera)      | C     | Sofiane Boufal           |
| 24 | Belgio (bandiera)       | C     | Charles Vanhoutte        |
| 25 | Israele (bandiera)      | C     | Anan Khalaili            |
| 26 | Inghilterra (bandiera)  | D     | Ross Sykes               |
| 27 | RD del Congo (bandiera) | C     | Noah Sadiki              |
| 28 | Giappone (bandiera)     | D     | Kōki Machida             |
| 48 | Belgio (bandiera)       | D     | Fedde Leysen             |
| 49 | Lussemburgo (bandiera)  | P     | Anthony Moris (capitano) |
| 77 | Ghana (bandiera)        | A     | Mohammed Fuseini         |
| 85 | Belgio (bandiera)       | D     | Arnaud Dony              |
| 94 | Madagascar (bandiera)   | C     | Loïc Lapoussin           |
|    | Georgia (bandiera)      | P     | Giorgi Kavlashvili       |
|    | Senegal (bandiera)      | D     | Mamadou Thierno Barry    |

### Rosa 2023-2024
Aggiornata al 5 febbraio 2024.
| N. |                           | Ruolo | Calciatore         |
| -- | ------------------------- | ----- | ------------------ |
| 4  | Norvegia (bandiera)       | C     | Mathias Rasmussen  |
| 5  | Argentina (bandiera)      | D     | Kevin Mac Allister |
| 7  | Belgio (bandiera)         | A     | Elton Kabangu      |
| 8  | Costa d'Avorio (bandiera) | C     | Lazare Amani       |
| 9  | Germania (bandiera)       | A     | Dennis Eckert      |
| 10 | Madagascar (bandiera)     | C     | Loïc Lapoussin     |
| 11 | Germania (bandiera)       | A     | Henok Teklab       |
| 12 | Austria (bandiera)        | P     | Heinz Lindner      |
| 13 | Ecuador (bandiera)        | A     | Kevin Rodríguez    |
| 14 | Svezia (bandiera)         | P     | Joachim Imbrechts  |
| 16 | Inghilterra (bandiera)    | D     | Christian Burgess  |
| 17 | Finlandia (bandiera)      | A     | Casper Terho       |

| N. |                         | Ruolo | Calciatore               |
| -- | ----------------------- | ----- | ------------------------ |
| 19 | Belgio (bandiera)       | D     | Guillaume François       |
| 21 | Belgio (bandiera)       | C     | Alessio Castro-Montes    |
| 24 | Belgio (bandiera)       | C     | Charles Vanhoutte        |
| 26 | Inghilterra (bandiera)  | D     | Ross Sykes               |
| 27 | RD del Congo (bandiera) | C     | Noah Sadiki              |
| 28 | Giappone (bandiera)     | D     | Kōki Machida             |
| 29 | Marocco (bandiera)      | C     | Sofiane Boufal           |
| 34 | Ruanda (bandiera)       | P     | Maxime Wenssens          |
| 35 | Belgio (bandiera)       | C     | Nathan Huygevelde        |
| 48 | Belgio (bandiera)       | D     | Fedde Leysen             |
| 49 | Lussemburgo (bandiera)  | P     | Anthony Moris (capitano) |
| 85 | Belgio (bandiera)       | D     | Arnaud Dony              |

### Rosa 2022-2023
Aggiornata al 16 febbraio 2023.
| N. |                           | Ruolo | Calciatore             |
| -- | ------------------------- | ----- | ---------------------- |
| 2  | Paesi Bassi (bandiera)    | D     | Bart Nieuwkoop         |
| 3  | Belgio (bandiera)         | D     | Viktor Boone           |
| 4  | Argentina (bandiera)      | D     | Kevin Mac Allister     |
| 8  | Costa d'Avorio (bandiera) | C     | Jean Thierry Lazare    |
| 9  | Germania (bandiera)       | A     | Dennis Eckert          |
| 10 | Malta (bandiera)          | C     | Teddy Teuma (capitano) |
| 11 | Costa d'Avorio (bandiera) | A     | Simon Adingra          |
| 14 | Svezia (bandiera)         | P     | Joachim Imbrechts      |
| 16 | Inghilterra (bandiera)    | D     | Christian Burgess      |
| 17 | Finlandia (bandiera)      | A     | Casper Terho           |
| 18 | Belgio (bandiera)         | A     | Yorbe Vertessen        |

| N. |                        | Ruolo | Calciatore           |
| -- | ---------------------- | ----- | -------------------- |
| 19 | Belgio (bandiera)      | D     | Guillaume François   |
| 21 | Belgio (bandiera)      | P     | Lucas Pirard         |
| 23 | Spagna (bandiera)      | C     | Cameron Puertas      |
| 26 | Inghilterra (bandiera) | D     | Ross Sykes           |
| 28 | Giappone (bandiera)    | D     | Kōki Machida         |
| 29 | Svezia (bandiera)      | A     | Gustaf Nilsson       |
| 44 | Belgio (bandiera)      | D     | Siebe Van der Heyden |
| 49 | Lussemburgo (bandiera) | P     | Anthony Moris        |
| 59 | Marocco (bandiera)     | D     | Ismaël Kandouss      |
| 85 | Belgio (bandiera)      | D     | Arnaud Dony          |
| 94 | Madagascar (bandiera)  | C     | Loïc Lapoussin       |

### Rosa 2021-2022
| N. |                           | Ruolo | Calciatore          |
| -- | ------------------------- | ----- | ------------------- |
| 2  | Paesi Bassi (bandiera)    | D     | Bart Nieuwkoop      |
| 4  | Danimarca (bandiera)      | D     | Jonas Bager         |
| 6  | Danimarca (bandiera)      | C     | Casper Nielsen      |
| 7  | Inghilterra (bandiera)    | D     | Matthew Sorinola    |
| 8  | Costa d'Avorio (bandiera) | C     | Jean Thierry Lazare |
| 9  | Germania (bandiera)       | A     | Deniz Undav         |
| 11 | Italia (bandiera)         | C     | Lorenzo Paolucci    |
| 11 | Spagna (bandiera)         | A     | Álex Millán         |
| 13 | Belgio (bandiera)         | A     | Dante Vanzeir       |
| 16 | Inghilterra (bandiera)    | D     | Christian Burgess   |
| 17 | Malta (bandiera)          | C     | Teddy Teuma         |
| 18 | Giappone (bandiera)       | A     | Kaoru Mitoma        |
| 19 | Belgio (bandiera)         | D     | Guillaume François  |

| N. |                        | Ruolo | Calciatore           |
| -- | ---------------------- | ----- | -------------------- |
| 20 | Belgio (bandiera)      | C     | Senne Lynen          |
| 21 | Belgio (bandiera)      | P     | Lucas Pirard         |
| 22 | Angola (bandiera)      | A     | Pedro Lubamba        |
| 23 | Spagna (bandiera)      | C     | Cameron Puertas      |
| 24 | Belgio (bandiera)      | C     | Ilyes Ziani          |
| 25 | Francia (bandiera)     | C     | Damien Marcq         |
| 28 | Giappone (bandiera)    | D     | Kōki Machida         |
| 33 | Belgio (bandiera)      | P     | Tibo Herbots         |
| 44 | Belgio (bandiera)      | D     | Siebe Van der Heyden |
| 49 | Lussemburgo (bandiera) | P     | Anthony Moris        |
| 59 | Marocco (bandiera)     | D     | Ismaël Kandouss      |
| 64 | Polonia (bandiera)     | C     | Kacper Kozłowski     |
| 94 | Madagascar (bandiera)  | C     | Loïc Lapoussin       |

### Rosa 2019-2020
| N. |                        | Ruolo | Calciatore          |
| -- | ---------------------- | ----- | ------------------- |
| 4  | Danimarca (bandiera)   | D     | Jonas Bager         |
| 5  | Belgio (bandiera)      | D     | Anas Hamzaoui       |
| 6  | Danimarca (bandiera)   | C     | Casper Nielsen      |
| 8  | Germania (bandiera)    | C     | Marcel Mehlem       |
| 9  | Germania (bandiera)    | A     | Deniz Undav         |
| 11 | Belgio (bandiera)      | C     | Mathias Fixelles    |
| 12 | Belgio (bandiera)      | D     | Sébastien Pocognoli |
| 13 | Belgio (bandiera)      | A     | Dante Vanzeir       |
| 14 | Belgio (bandiera)      | A     | Ibrahima Bah        |
| 16 | Inghilterra (bandiera) | D     | Christian Burgess   |
| 17 | Malta (bandiera)       | C     | Teddy Teuma         |
| 19 | Belgio (bandiera)      | D     | Guillaume François  |

| N. |                        | Ruolo | Calciatore            |
| -- | ---------------------- | ----- | --------------------- |
| 20 | Belgio (bandiera)      | C     | Senne Lynen           |
| 21 | Marocco (bandiera)     | D     | Abdelmounaim Boutouil |
| 23 | Islanda (bandiera)     | A     | Aron Sigurðarson      |
| 26 | Belgio (bandiera)      | P     | Adrien Saussez        |
| 33 | Belgio (bandiera)      | P     | Tibo Herbots          |
| 43 | Slovenia (bandiera)    | C     | Nik Lorbek            |
| 44 | Belgio (bandiera)      | D     | Siebe Van der Heyden  |
| 49 | Lussemburgo (bandiera) | P     | Anthony Moris         |
| 59 | Marocco (bandiera)     | D     | Ismaël Kandouss       |
| 94 | Francia (bandiera)     | C     | Loïc Lapoussin        |
|    | Francia (bandiera)     | A     | Brighton Labeau       |

### Rosa 2018-2019
| N. |                     | Ruolo | Calciatore          |
| -- | ------------------- | ----- | ------------------- |
| 1  | Norvegia (bandiera) | P     | Anders Kristiansen  |
| 2  | Belgio (bandiera)   | D     | Pietro Perdichizzi  |
| 3  | Belgio (bandiera)   | D     | Kevin Kis           |
| 4  | Spagna (bandiera)   | D     | Carlos David        |
| 5  | Belgio (bandiera)   | D     | Anas Hamzaoui       |
| 7  | Belgio (bandiera)   | D     | Sébastien Pocognoli |
| 6  | Francia (bandiera)  | C     | Steven Pinto-Borges |
| 8  | Germania (bandiera) | C     | Max Besuschkow      |
| 9  | Belgio (bandiera)   | A     | Roman Ferber        |
| 10 | Camerun (bandiera)  | C     | Serge Tabekou       |
| 11 | Belgio (bandiera)   | A     | Mathias Fixelles    |
| 13 | Belgio (bandiera)   | P     | Enzo D'Alberto      |
| 14 | Spagna (bandiera)   | D     | Urtzi Iriondo       |
| 15 | Giamaica (bandiera) | A     | Chad Letts          |

| N. |                      | Ruolo | Calciatore        |
| -- | -------------------- | ----- | ----------------- |
| 16 | Belgio (bandiera)    | C     | Charles Morren    |
| 17 | Comore (bandiera)    | C     | Faïz Selemani     |
| 18 | Francia (bandiera)   | A     | Youssouf Niakaté  |
| 19 | Sudafrica (bandiera) | A     | Percy Tau         |
| 20 | Francia (bandiera)   | C     | Abdelrafik Gérard |
| 21 | Germania (bandiera)  | C     | Adrian Beck       |
| 22 | Argentina (bandiera) | D     | Federico Vega     |
| 23 | Serbia (bandiera)    | D     | Miloš Stamenković |
| 26 | Belgio (bandiera)    | P     | Adrien Saussez    |
| 27 | Francia (bandiera)   | C     | Hadamou Traore    |
| 59 | Francia (bandiera)   | D     | Ismaël Kandouss   |
| 77 | Germania (bandiera)  | C     | Marcel Mehlem     |
| 94 | Francia (bandiera)   | C     | Teddy Teuma       |

### Rosa 2016-2017
| N. |                    | Ruolo | Calciatore             |
| -- | ------------------ | ----- | ---------------------- |
| 2  | Belgio (bandiera)  | D     | Pietro Perdichizzi     |
| 4  | Francia (bandiera) | D     | Anthony Cabeke         |
| 5  | Belgio (bandiera)  | D     | Grégoire Neels         |
| 6  | Francia (bandiera) | A     | Quentin N'Gakoutou     |
| 7  | Belgio (bandiera)  | D     | Tracy Mpati Bibuangu   |
| 8  | Marocco (bandiera) | C     | Yassine Salah          |
| 9  | Francia (bandiera) | A     | Cédric Fauré           |
| 10 | Belgio (bandiera)  | C     | Alves Da Silva         |
| 11 | Belgio (bandiera)  | D     | Geoffrey Cabeke        |
| 13 | Belgio (bandiera)  | D     | Vincent Vandiepenbeeck |
| 14 | Belgio (bandiera)  | C     | Lou Wallaert           |
| 16 | Belgio (bandiera)  | C     | Charles Morren         |
| 19 | Belgio (bandiera)  | P     | Anthony Sadin          |
| 20 | Francia (bandiera) | C     | Yannick Aguemon        |

| N. |                           | Ruolo | Calciatore           |
| -- | ------------------------- | ----- | -------------------- |
| 21 | Belgio (bandiera)         | D     | Gertjan Martens      |
| 23 | Rep. del Congo (bandiera) | C     | Jordan Massengo      |
| 24 | RD del Congo (bandiera)   | A     | Freddy Mombongo-Dues |
| 26 | Belgio (bandiera)         | P     | Adrien Saussez       |
| 31 | Belgio (bandiera)         | D     | Georgios Kaminiaris  |
| 32 | Slovenia (bandiera)       | C     | Nicolas Rajsel       |
| 91 | Belgio (bandiera)         | A     | Mohammed Aoulad      |
| 93 | Francia (bandiera)        | A     | Florent Zitte        |
| 95 | Belgio (bandiera)         | D     | Alessio Palmeri      |
| 96 | Belgio (bandiera)         | C     | Mathias Fixelles     |
| 99 | Francia (bandiera)        | A     | Lynel Kitambala      |
|    | Belgio (bandiera)         | A     | Jonathan Okita       |
|    | Belgio (bandiera)         | C     | Simon Franquin       |
|    | Belgio (bandiera)         | D     | Morgan Tchoutang     |

### Rosa 2015-2016
| N. |                      | Ruolo | Calciatore             |
| -- | -------------------- | ----- | ---------------------- |
| 1  | Belgio (bandiera)    | P     | Yoran Chalon           |
| 3  | Belgio (bandiera)    | C     | Constant Delsanne      |
| 4  | Belgio (bandiera)    | D     | Anthony Cabeke         |
| 5  | Belgio (bandiera)    | D     | Grégoire Neels         |
| 6  | Francia (bandiera)   | C     | Mehdi Haddadou         |
| 7  | Belgio (bandiera)    | D     | Tracy Mpati Bibuangu   |
| 9  | Guadalupa (bandiera) | A     | Mickaël Antoine-Curier |
| 10 | Belgio (bandiera)    | C     | Alves Da Silva         |
| 11 | Belgio (bandiera)    | D     | Geoffrey Cabeke        |
| 13 | Belgio (bandiera)    | D     | Vincent Vandiepenbeeck |
| 14 | Belgio (bandiera)    | C     | Lou Wallaert           |
| 15 | Italia (bandiera)    | C     | Ignazio Cocchiere      |
| 16 | Belgio (bandiera)    | C     | Charles Morren         |

| N. |                           | Ruolo | Calciatore          |
| -- | ------------------------- | ----- | ------------------- |
| 18 | Belgio (bandiera)         | P     | Loïc Mandiangu      |
| 19 | Belgio (bandiera)         | P     | Anthony Sadin       |
| 20 | Francia (bandiera)        | C     | Yannick Aguemon     |
| 21 | Belgio (bandiera)         | D     | Gertjan Martens     |
| 23 | Rep. del Congo (bandiera) | C     | Jordan Massengo     |
| 25 | Portogallo (bandiera)     | C     | André Coutinho      |
| 31 | Belgio (bandiera)         | D     | Georgios Kaminiaris |
| 32 | Slovenia (bandiera)       | C     | Nicolas Rajsel      |
| 39 | Belgio (bandiera)         | C     | Yahya Boumediene    |
| 44 | Belgio (bandiera)         | D     | Fazli Kocabas       |
| 93 | Francia (bandiera)        | A     | Florent Zitte       |
| 99 | Francia (bandiera)        | A     | Lynel Kitambala     |